# Schizothorax oconnori
 Schizothorax oconnori és una espècie de peix cipriniforme de la família dels ciprínids.

## Morfologia
Els mascles poden assolir els 37 cm de longitud total.

## Distribució geogràfica
Es troba al Tibet (riu Brahmaputra).